# 格雷伯瑙
格雷伯瑙（德語：Grebenau，發音：[ˈɡʁeːbənaʊ] ⓘ）是德国黑森州吉森行政区福格尔斯山县的城市，面积55.34平方千米，2023年12月31日人口为2,382人。